# Coronatus
Coronatus — немецкая симфо-готик-метал-группа, основанная в 1999 году.

## История
Группа Coronatus была основана в 1999 году Георгиосом Григориадисом (Georgios Gregoriadis) и Матсом Куртом (Mats Kurth). Первый сингл Von Engeln nur был записан в 2002 году. Григориадис оставляет группу в конце 2004 года, и, по решению Курта, в Coronatus принимаются две новые вокалистки, Кармен Р. Шэфер (Carmen R. Shäfer) и Верена Шок (Verena Schock), которую вскоре сменила Виола Шух (Viola Schuch). Затем в 2006 году к группе присоединяются клавишник Фабиан Меркт (Fabian Merkt), гитарист Штефан Хэфеле (Stefan Häfele) и басист Волле Нильес (Wolle Nillies). Венгерский филиал лейбла Metal Hammer выпускает песню «My Rose Desire» в одном из сборников. После этого группа проводит успешное выступление на венгерском фестивале «Gothica V».
В 2007 году на лейбле Massacre Records выходит первый полноформатный альбом группы Lux Noctis. Группу покидает Виола Шух, а на её место приходит Ада Флетчер (Ada Fletcher). Также к группе присоединяется басист Крис диАнно (Chris diAnno).
В 2008 году группа выступает на разогреве у Within Temptation в венгерском Petroli Hall. Выходит второй альбом Porta Obscura.
В 2009 году Крис диАнно покидает группу, и на его место приходит американец Тодд Голдфингер (Todd Goldfinger). Место Штефана занимает Джо Лэнг (Jo Lang). Чуть позже группа решает расширить состав, приняв второго гитариста. Им становится Ария Керамати Ноори (Aria Keramati Noori) из Ирана. Группа продолжает концертную деятельность и принимает участие в крупных рок-фестивалях в Германии, Венгрии и Румынии, в частности, выступает на бельгийском Female Voices Festival , играя на одной сцене с такими группами, как Epica, Doro, Tarja и Leaves’ Eyes. После этого, в октябре 2009 года группа отправляется в студию и записывает третий альбом Fabula Magna.
В мае 2010 года группу покидают обе вокалистки, и музыканты приступают к активным поискам замены. На место Кармен, исполнявшей партии сопрано и ушедшей в декрет, приходит россиянка Наталья Кемпин, до этого певшая в группе Arcane Grail. Аду заменяет Марейке Макош (Mareike Makosh). В середине 2010 года в Coronatus снова меняется басист, на этот раз им становится Дирк Баур (Dirk Baur).
В феврале Наталья первой объявляет на своем Фейсбуке, что она покидает коллектив из-за разногласий по-поводу его дальнейшего пути развития. Оставшись без оперной вокалистки, группа тем не менее продолжила концертную деятельность при поддержке Ады Флетчер, которая воссоединилась с группой на время турне с Haggard. В это же время в отставку подает Джо, и группа решает работать без второго гитариста. В августе Ада окончательно возвращается в группу, и музыканты приступают к записи нового альбома на студии Markus Stock.
Четвёртый альбом группы Terra Incognita выходит 18 ноября 2011 года. Его выход предваряет сингл Fernes Land.
25 ноября 2013 года группа выпускает свой пятый альбом Recreatio Carminis.
С тех пор группа сменила и других участников, неизменным остается только ее барабанщик Матс.

## Стиль
Группа является одним из последователей стиля симфонического готик-металла, ориентируясь в своем творчестве на таких исполнителей, как Nightwish и Epica. Тексты песен в основном на английском и немецком языках, некоторые — на латыни. Темы песен строго следуют выбранному стилю — это природа, любовь, судьба, жизнь, смерть. Из множества групп данного направления Coronatus выделяет одновременное использование двух типов вокала, сопрано и рок-вокала, которое придает песням оригинальное звучание, а также добавление в музыку элементов таких стилей, как фолк-метал и пейган-метал, что особо выделяется на третьем альбоме Fabula Magna Дирк в интервью музыкальному порталу Ravenheart Music описывает стиль группы следующим образом: «Щепотка готики, щепотка классики, щепотка мелодичности — это и есть Coronatus. Некоторые люди сравнивают нас с ранними Nightwish. Я бы так не сказал, мы играем другую музыку».

## Участники группы
Текущий состав
- Carmen R. Lorch - вокал (2004–2010, 2013 – настоящее время)
- Anny Maleyes - vocals (2014 – настоящее время)
- Olivér - guitar (2014 – настоящее время)
- Pinu'u Remus - keyboard (2013– настоящее время)
- Mats Kurth - drums (1999 – настоящее время)

Бывшие участники
- Georgios Grigoriadis - вокал (1999–2003)
- Martin Goes - бас-гитара (2002–2003)
- Oliver Szczypula - гитара (2002–2003)
- Tanja Ivenz - вокал (2002–2003)
- Chriz DiAnno - бас-гитара (2004–2009)
- Clarissa Darling - гитара (2004–2005)
- Verena Schock - вокал (2004–2006)
- Wolle Nillies - гитара (2005–2007)
- Jo Lang - гитара (2007–2011)
- Fabian Merkt - клавишные (2005–2010)
- Ada Flechtner - вокал (2007–2009, 2011–2014)
- Viola Schuch - вокал  (2006–2007)
- Michael Teutsch - бас-гитара (2006)
- Stefan Häfele - бас-гитара (2006–2007)
- Jakob Thiersch - гитара (2006)
- Todd Goldfinger - бас-гитара (2009–2010)
- Lisa Lasch - вокал (2009–2010)
- Natalia Kempin - вокал (2010–2011)
- Mareike Makosch - вокал (2010–2014)
- Simon Hassemer - клавишные (2011-?)
- Aria Keramati Nori - гитара (2009–2014)
- Dirk Baur - бас-гитара (2011-2014)

## Дискография
Студийные альбомы:
- Von Engeln nur (2002)
- Promo CD (2005)
- Lux Noctis (21 сентября 2007)
- Porta Obscura (28 ноября 2008)
- Fabula Magna (18 декабря 2009)
- Terra Incognita (18 ноября 2011)
- Recreatio Carminis (25 ноября 2013)
- Cantus Lucidus (5 декабря 2014)
- Raben im Herz (2015)
- Secrets of Nature (8 декабря 2017)

Демо:
- 2002: Von Engeln nur
- 2005: Promo CD

Сборники:
- 2011: Best of
- 2012: Best of 2007-2011